# 阿爾巴尼亞—羅馬尼亞關係
阿爾巴尼亞－羅馬尼亞關係指的是阿爾巴尼亞和羅馬尼亞的雙邊關係。 阿爾巴尼亞在布加勒斯特和羅馬尼亞設有大使館地拉那大使館和科爾察領事館。2013年12月16日，在羅馬尼亞舉行慶祝活動，慶祝兩國建交100週年。
這些國家都是北大西洋公約組織，法語國家組織和歐洲安全與合作組織的成員。 作為歐洲聯盟（歐盟）成員，羅馬尼亞支持阿爾巴尼亞的歐元一體化道路。

## 歷史

### 古代
Dacians和伊利里亞人被認為是現代羅馬尼亞人和阿爾巴尼亞人的祖先，多年來一直有著聯繫。 兩者與希臘人一起，都是巴爾乾地區的土著人民。

### 現代
羅馬尼亞是第一個承認阿爾巴尼亞獨立的國家。阿爾巴尼亞與羅馬尼亞的關係於1913年12月16日建立。從那時起，兩國建立了強大的文化和語言聯繫。阿爾巴尼亞作家和詩人Lasgush Poradeci在羅馬尼亞生活和學習了一段時間，以及其他有影響力的阿爾巴尼亞人物。兩國於1994年簽署了友好條約。羅馬尼亞歷來是許多阿爾巴尼亞移民的家園，其中包括許多重要的貢獻者阿爾巴尼亞民族主義運動。與此同時，阿爾巴尼亞是與羅馬尼亞人有種族關係的阿羅馬尼亞少數民族的家園。

## 關係

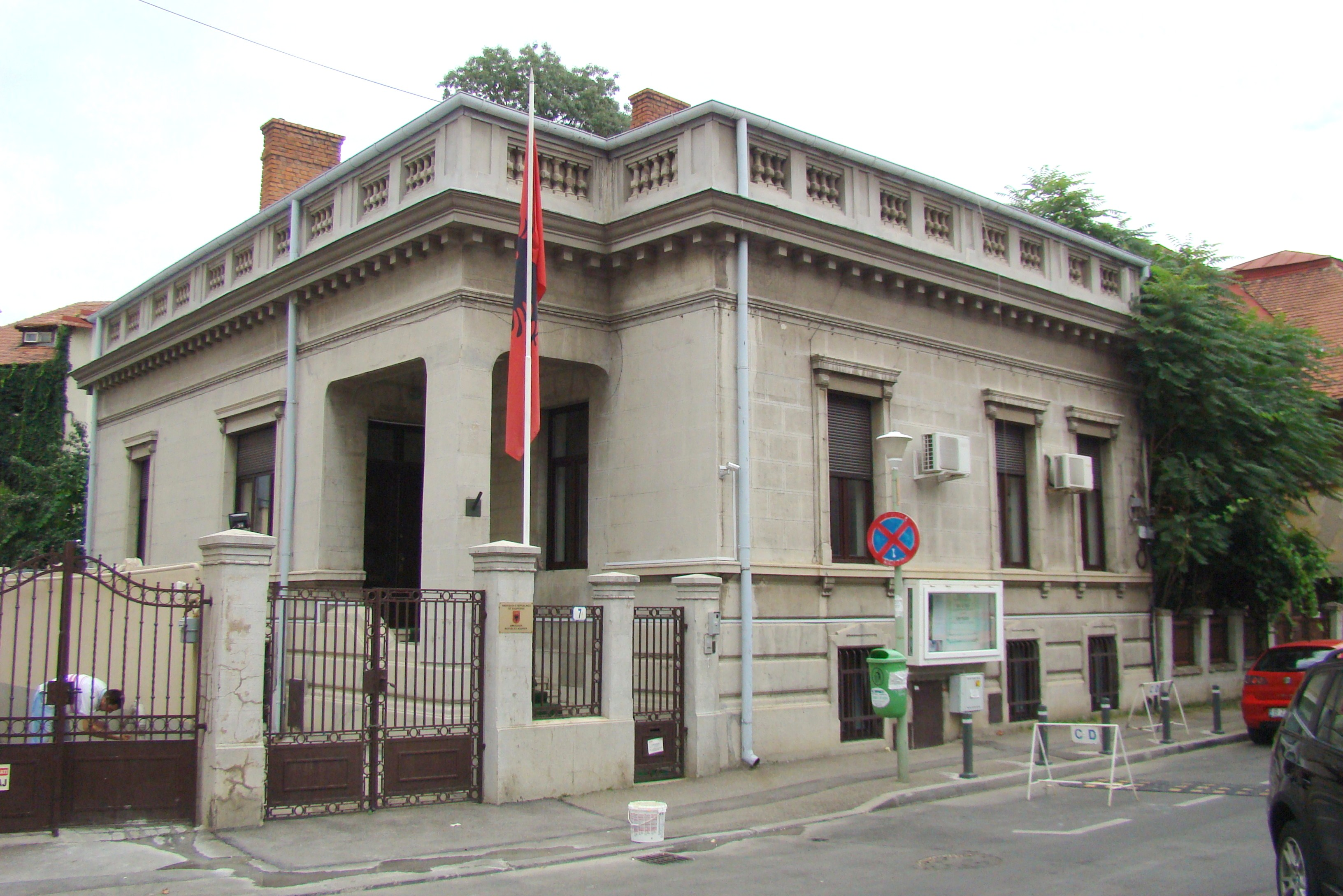
阿爾巴尼亞駐布加勒斯特大使館

2014年3月18日，Edi Rama，阿爾巴尼亞總理，羅馬尼亞首相 Victor Ponta在後者首次正式訪問地拉那期間會見了。 兩人討論了經濟上擴大兩國之間的關係，包括教育（在羅馬尼亞學習的一些阿爾巴尼亞學生和阿爾巴尼亞警察正在接受羅馬尼亞人培訓的人員），以及分享羅馬尼亞提升到歐盟的經驗 與阿爾巴尼亞。 他們還討論了羅馬尼亞企業在地拉那開設辦事處以增加經濟合作，以及羅馬尼亞培訓阿爾巴尼亞警察打擊有組織犯罪。2015年2月，Ponta提出與羅馬尼亞達成能源協議。 他還表示，其他領域的合作也將繼續擴大。

## 經濟關係
兩國簽訂了自由貿易協定，於2017年1月1日生效。
2016年雙邊貿易額為8300萬歐元。

## 另見
- 阿爾巴尼亞的外交關係
- 羅馬尼亞的外交關係